# Данилов, Алексей Мячеславович
Алексе́й Мячесла́вович Дани́лов (укр. Олексій Мячеславович Данілов; род. 7 сентября 1962, Красный Луч, Луганская область) — украинский государственный и политический деятель.
Городской голова Луганска (1994—1997), Председатель Луганской областной государственной администрации (2005), народный депутат Украины V созыва (2006—2007). Заместитель Секретаря Совета национальной безопасности и обороны Украины (23 июля — 3 октября 2019). Секретарь СНБО Украины (2019—2024).

## Биография
Родился в гор. Красном Луче Луганской области.

### Образование
В 1981 году окончил Старобельский совхоз-техникум, по специальности ветеринар. В 1999 году окончил Луганский государственный педагогический университет им. Т. Шевченко по специальности учитель истории.
В 2000 году окончил Восточноукраинский национальный университет им. В. Даля, по специальности магистр менеджмента и Луганский институт внутренних дел МВД Украины по специальности юрист.

### Трудовая деятельность
В 1981 году — работал ветеринарным фельдшером в подсобном хозяйстве Ворошиловградского завода фруктово-минеральных вод.
В 1981—1983 годах — служил в Советской армии.
В 1983—1987 годах — работал ветеринаром в «Зооуголке» в парке 1 Мая города Ворошиловграда.
В 1987 году — открыл кооператив «Белый Аист» и был его председателем до 1990 года.
В 1991—1994 годах — занимался частным предпринимательством и был директором МПП «Вера» в Луганске.
С июля 1994 по сентябрь 1997 года — председатель горсовета Луганска.
В 1999—2002 годах — старший преподаватель кафедры менеджмента Восточноукраинского национального университета им. В. Даля.
В 2000 году — советник Комитета ВР Украины по вопросам промышленной политики и предпринимательства.
С октября 2001 по февраль 2005 года — основал общественную организацию «Луганская инициатива» и был её председателем.
В 2002—2005 годах — заместитель директора Института европейской интеграции и развития в Киеве.
С 4 февраля по 8 ноября 2005 года — председатель Луганской облгосадминистрации.
Май 2005 год — государственный служащий 1-го ранга.
С декабря 2005 по май 2006 года — заместитель директора Института европейской интеграции и развития.
С мая 2006 по ноябрь 2007 года — народный депутат Верховной рады Украины 5-го созыва (от Блока Юлии Тимошенко, в списке под № 42).
Май 2006 год — член фракции БЮТ.
Июль 2006 год — член Комитета по вопросам государственного строительства, региональной политики и местного самоуправления.
С декабря 2007 года — заместитель директора Института европейской интеграции и развития.
23 июля 2019 года назначен заместителем Секретаря Совета национальной безопасности и обороны Украины.
С 3 октября 2019 по 26 марта 2024 года — Секретарь СНБО Украины.
В 2020 году называл Россию "искусственным образованием", которое было создано "под пулеметами", и предположил, что она развалится еще при его жизни.

### Партийная деятельность
Член партии «Яблуко» с 2000 по 2006 год. Член политсовета ПП «Яблуко» с июля 2000 по 2005 год, заместитель председателя ПП «Яблуко» с октября 2002 года.
Член Партии вольных демократов и заместитель её председателя с 2007 года.

### Семья
Жена с 1992 года — Людмила Владимировна Перегудова (род. 1962), от которой четверо детей и семеро внуков. Имеются старший брат и племянник.
Внучка: Маша Данилова (род. 2007) — украинская певица.

## Награды
- Командорский крест ордена Заслуг перед Республикой Польша (2 ноября 2021 года, Польша)[17].